# WTA 500

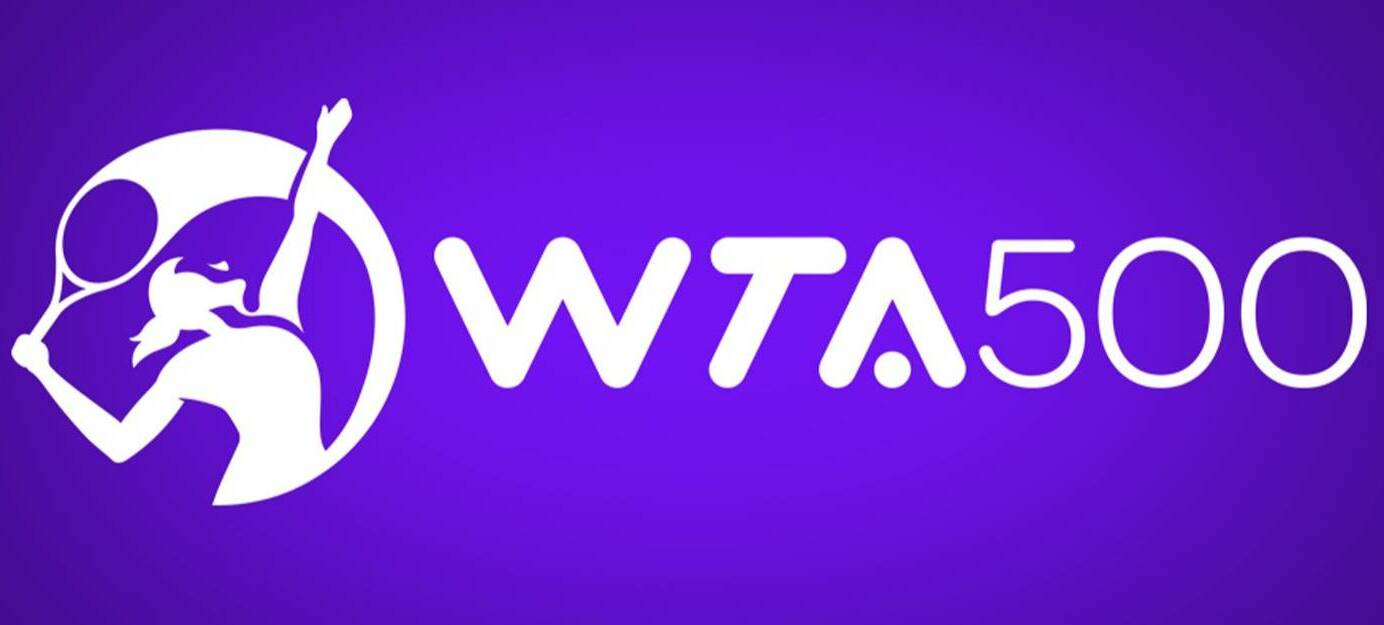
Logo der WTA 500-Tour

WTA-500-Turniere sind eine Kategorie von Tennisturnieren der Women’s Tennis Association Tour, die seit der Neuorganisation des Zeitplans im Jahr 2021 eingeführt wurde.
Bei ihrer Einführung im Jahr 2021 betrug das Preisgeld der WTA-500-Turniere etwa 500.000 US-Dollar. Seitdem ist das Preisgeld bei WTA-500-Events weniger einheitlich geworden, wobei das Preisgeld eines Turniers auf bis zu 1,7 Millionen US-Dollar gestiegen ist.

## Ranglistenpunkte
Die den Gewinnerinnen dieser Turniere zuerkannten Ranglistenpunkte betragen 500. (Im Vergleich dazu gibt es 2.000 Punkte für den Gewinn eines Grand-Slam-Turniers („Major“), bis zu 1.500 Punkte für den Gewinn der WTA Finals, 1.000 Punkte für den Gewinn eines WTA-1000-Turniers und 250 Punkte für den Gewinn eines WTA-250-Turniers).
| Turnier           | Einzel 64er-Feld | Einzel 32er-Feld | Doppel 24er-Feld | Doppel 16er-Feld |
| ----------------- | ---------------- | ---------------- | ---------------- | ---------------- |
| Sieg              | 500              | 500              | 500              | 500              |
| Finale            | 325              | 325              | 325              | 325              |
| Halbfinale        | 195              | 195              | 195              | 195              |
| Viertelfinale     | 108              | 108              | 108              | 108              |
| Achtelfinale      | 60               | 60               | 60               | 1                |
| Sechzehntelfinale | 32               | 1                | 1                | –                |
| Runde der 64      | 1                | –                | –                | –                |

## Events 2025
Es werden 18 Turniere der WTA-500-Tour durchgeführt, davon drei auf Sand und drei auf Rasen. In Deutschland finden drei WTA-500-Turniere statt, in Österreich eines.
| Termin            | Turnier     | Offizielle Bezeichnung                   | Stadt            | Land                         | Belag     | Siegerin 2025          | Doppelsiegerinnen 2025               |
| ----------------- | ----------- | ---------------------------------------- | ---------------- | ---------------------------- | --------- | ---------------------- | ------------------------------------ |
| 27. Dezember 2024 | Australien  | United Cup                               | Perth/Sydney     | Australien                   | Hartplatz | Vereinigte Staaten     | Vereinigte Staaten                   |
| 30. Dezember 2024 | Brisbane    | Brisbane International presented by Evie | Brisbane         | Australien                   | Hartplatz | Jelena Rybakina        | Ljudmyla Kitschenok Jeļena Ostapenko |
| 6. Januar         | Adelaide    | Adelaide International                   | Adelaide         | Australien                   | Hartplatz | Madison Keys           | Guo Hanyu Alexandra Panowa           |
| 27. Januar        | Linz        | Upper Austria Ladies Linz                | Linz             | Österreich                   | Hartplatz | Jekaterina Alexandrowa | Tímea Babos Luisa Stefani            |
| 3. Februar        | Abu Dhabi   | Mubadala Abu Dhabi Open                  | Abu Dhabi        | Vereinigte Arabische Emirate | Hartplatz | Belinda Bencic         | Jeļena Ostapenko Ellen Perez         |
| August            | San Diego   | Mercury Insurance Open                   | San Diego        | Vereinigte Staaten           | Hartplatz |                        |                                      |
| 31. März          | Charleston  | Credit One Charleston Open               | Charleston       | Vereinigte Staaten           | Sand      | Jessica Pegula         | J. Ostapenko E. Routliffe            |
| 14. April         | Stuttgart   | Porsche Tennis Grand Prix                | Stuttgart        | Deutschland                  | Sand      | Jeļena Ostapenko       | Gabriela Dabrowski Erin Routliffe    |
| 18. Mai           | Straßburg   | Internationaux de Strasbourg             | Straßburg        | Frankreich                   | Sand      | Jelena Rybakina        | Tímea Babos Luisa Stefani            |
| 9. Juni           | London      | LTA London Championships                 | London           | Vereinigtes Königreich       | Rasen     | Tatjana Maria          | Asia Muhammad Demi Schuurs           |
| 16. Juni          | Berlin      | Berlin Tennis Open                       | Berlin           | Deutschland                  | Rasen     |                        |                                      |
| 23. Juni          | Bad Homburg | Bad Homburg Open powered by Solarwatt    | Bad Homburg      | Deutschland                  | Rasen     |                        |                                      |
| 21. Juli          | Washington  | Mubadala Citi DC Open                    | Washington, D.C. | Vereinigte Staaten           | Hartplatz |                        |                                      |
| 18. August        | Monterrey   | Abierto Monterrey                        | Monterrey        | Mexiko                       | Hartplatz |                        |                                      |
| 8. September      | Guadalajara | Guadalajara Open Akron                   | Guadalajara      | Mexiko                       | Hartplatz |                        |                                      |
| 15. September     | Seoul       | Korea Open                               | Seoul            | Südkorea                     | Hartplatz |                        |                                      |
| 13. Oktober       | Ningbo      | Ningbo Open                              | Ningbo           | Volksrepublik China          | Hartplatz |                        |                                      |
| 20. Oktober       | Tokio       | Toray Pan Pacific Open                   | Tokio            | Japan                        | Hartplatz |                        |                                      |

## Meiste Titelgewinnerinnen
Alle Turniere einschließlich 1990–2008 WTA Tier II, 2009–2020 WTA Premier und seit 2021 WTA 500.
| Anzahl | Spielerin           |
| ------ | ------------------- |
| 26     | Lindsay Davenport   |
| 26     | Steffi Graf         |
| 22     | / Monica Seles      |
| 18     | Kim Clijsters       |
| 18     | Justine Henin       |
| 18     | Serena Williams     |
| 18     | Venus Williams      |
| 16     | Martina Hingis      |
| 15     | Amélie Mauresmo     |
| 15     | Martina Navratilova |